# Slag om het Watergraafsmeer
Slag om het Watergraafsmeer is een educatief artistiek kunstwerk in Amsterdam-Oost.
Het werk kwam tot stand na samenwerking van een aantal instanties in Watergraafsmeer, onderdeel van Oost. Zij wilden de verloren kennis over deze wijk in beeld brengen, maar ook de kennis van het vlechten van takken. Samen met wilgenkunstenaar Jan van Schaik werd de Slag op de Diemerdijk in beeld gebracht. Door gevlochten wilgentakken werd een aantal schepen uitgebeeld, al dan niet zinkend tijdens de slag die plaatsvond gedurende de Tachtigjarige Oorlog, toen de Watergraafsmeer nog daadwerkelijk een meer was.
De eerste versie van het kunstwerk was te zien in de periode 27 maart 2011 tot november 2011. Het was destijds zo populair dat het nog een jaar verlenging kreeg. In 2020 kwam er een meer permanent exemplaar. Plaats van handeling is Park Frankendael in de Watergraafsmeer. De schepen zijn niet alleen educatief, maar kunnen ook gebruikt als speelobject (natuurspeelplaats) gebruikt worden.
In 1920 woedde de “Slag om dé Watergraafsmeer”. Op 1 januari 1921 werd de tot dan toe zelfstandige gemeente Watergraafsmeer opgeslokt door gemeente Amsterdam
1. ↑  Het meer krijgt als lidwoord "het", de buurt "de"